# If You Can Afford Me
"If You Can Afford Me" je pop-rock pjesma američke pjevačice Katy Perry. Pjesma je objavljena 27. rujna 2009. kao promotivni singl u Novom Zelandu za njen drugi studijski album One of the Boys.

## O pjesmi
Iako je pjesma objavljena kao promotivni singl, uspjela je doći na novozelandsku top listu singlova, gdje je dospjela do broja 28. Pjesmu je uživo izvela tijekon turneje Wraped Tour 2008. godine.

## Top liste
| Top liste (2009.) | Najviša pozicija |
| ----------------- | ---------------- |
| Novi Zeland       | 28               |